# Tapete de Sarab
O tapete de Sarab é um tipo de tapete persa. É confeccionado na cidade de mesmo nome, a uns cinqüenta quilômetros de Ardabil.

## Descrição
A ornamentação é de inspiração caucasiana, isto é, geométrica. O motivo mais comum é constituído por fileiras de losangos sobre fundo liso, geralmente de cor "pelo de camelo".
Uma das particularidades destes tapetes é que a borda mais externa é de uma tintura lisa parecida com a do fundo do tapete.
Este tipo de tapete é bem parecido com o de Meshkinshahr.